# Триполі (Айова)
Триполі (англ. Tripoli) — місто (англ. city) в США, в окрузі Бремер штату Айова. Населення — 1191 особа (2020).
Місто входить до складу агломерації Ватерлоо-Сідар-Фоллс. В Триполі є школа та церква.
Згідно Бюро перепису США, місто розташоване на території  1,4 квадратних миль (3,6 км) суші.

## Географія
Триполі розташоване за координатами 42°48′30″ пн. ш. 92°15′28″ зх. д. / 42.80833° пн. ш. 92.25778° зх. д. (42.808330, -92.257894).  За даними Бюро перепису населення США в 2010 році місто мало площу 3,65 км², уся площа — суходіл.

## Демографія
Згідно з переписом 2010 року, у місті мешкало 1313 осіб у 540 домогосподарствах у складі 356 родин. Густота населення становила 360 осіб/км².  Було 568 помешкань (156/км²).
Расовий склад населення:
| - 98,2 % — білих - 0,3 % — азіатів - 0,2 % — чорних або афроамериканців |

До двох чи більше рас належало 0,8 %. Частка іспаномовних становила 1,1 % від усіх жителів.
За віковим діапазоном населення розподілялося таким чином: 26,0 % — особи молодші 18 років, 54,7 % — особи у віці 18—64 років, 19,3 % — особи у віці 65 років та старші. Медіана віку мешканця становила 40,5 року. На 100 осіб жіночої статі у місті припадало 88,6 чоловіків;  на 100 жінок у віці від 18 років та старших — 88,5 чоловіків також старших 18 років.
Середній дохід на одне домашнє господарство  становив 56 290 доларів США (медіана — 47 313), а середній дохід на одну сім'ю — 63 440 доларів (медіана — 52 083). Медіана доходів становила 47 750 доларів для чоловіків та 33 929 доларів для жінок. За межею бідності перебувало 10,9 % осіб, у тому числі 14,5 % дітей у віці до 18 років та 8,6 % осіб у віці 65 років та старших.
Цивільне працевлаштоване населення становило 623 особи. Основні галузі зайнятості: виробництво — 29,4 %, освіта, охорона здоров'я та соціальна допомога — 27,8 %, роздрібна торгівля — 10,4 %, мистецтво, розваги та відпочинок — 8,0 %.